# Campeonato Mundial de Ciclismo de Montanha de 2009
O XX Campeonato Mundial de Ciclismo de Montanha celebrou-se na Camberra (Austrália) entre a 1 e a 6 de setembro de 2009, baixo a organização da União Ciclista Internacional (UCI) e a União Ciclista da Austrália.

As competições efectuaram-se no monte Stromlo, 10 km ao este da cidade australiana. Competiu-se em 4 disciplinas, as que outorgaram um total de 10 títulos de campeão mundial:
- Descida (DH) – masculino e feminino
- Cross country (XC) – masculino, feminino e misto por relevos
- Cross country para 4 (4X) – masculino e feminino
- Trials (TRI) – masculino 20″, masculino 26″ e feminino de 20″/26″

## Resultados

### Masculino
| Evento                       | Ouro                                     | Prata                                  | Bronze                               |
| ---------------------------- | ---------------------------------------- | -------------------------------------- | ------------------------------------ |
| Descida (06.09)              | Steve Peat · Reino Unido · 2:30,33       | Greg Minnaar · África do Sul · 2:30,38 | Michael Hannah · Austrália · 2:31,02 |
| Cross country (05.09)        | Nino Schurter · Suíça · 2:04,39          | Julien Absalon · França · 2:04,42      | Florian Vogel · Suíça · 2:05,37      |
| Cross country para 4 (04.09) | Jared Graves · Austrália ·               | Romain Saladini · França ·             | Jakub Říha · Chéquia ·               |
| Trials 20″ (05.09)           | Benito Ros Charral · Espanha · 19,5 pts. | Rafał Kumorowski · Polónia · 33 pts.   | Loris Braun · Suíça · 42 pts.        |
| Trials 26″ (06.09)           | Gilles Coustellier · França · 14         | Kenny Belaey · Bélgica · 14            | Vincent Hermance · França · 18       |

### Feminino
| Evento                       | Ouro                                | Prata                                 | Bronze                                     |
| ---------------------------- | ----------------------------------- | ------------------------------------- | ------------------------------------------ |
| Descida (06.09)              | Emmeline Ragot · França · 2:50,05   | Tracy Moseley · Reino Unido · 2:52,54 | Kathleen Pruitt · Estados Unidos · 2:54,89 |
| Cross country (05.09)        | Irina Kalentieva · Rússia · 1:43,20 | Lene Byberg · Noruega · 1:43,33       | Willow Koerber · Estados Unidos · 1:44,12  |
| Cross country para 4 (04.09) | Caroline Buchanan · Austrália ·     | Jill Kintner · Estados Unidos ·       | Melissa Buhl · Estados Unidos ·            |
| Trials 20″/26″ (04.09)       | Karin Moor · Suíça · 4 pts.         | Julie Pesenti · França · 9 pts.       | Gemma Abant Condal · Espanha · 22 pts.     |

### Misto
| Evento                            | Ouro                                                                                               | Prata                                                                              | Bronze                                                                                     |
| --------------------------------- | -------------------------------------------------------------------------------------------------- | ---------------------------------------------------------------------------------- | ------------------------------------------------------------------------------------------ |
| Cross country por relevos (01.09) | Marco Aurelio Fontana · Gerhard Kerschbaumer · Eva Lechner · Cristian Cominelli · Itália · 1:14,02 | Raphaël Gagné · Geoff Kabush · Evan Guthrie · Catharine Pendrel · Canadá · 1:14,08 | Alexis Vuillermoz · Cédric Ravanel · Hugo Drechou · Cécile Rode-Ravanel · França · 1:14,10 |

## Medalheiro
| Ordem | País           | Medalha de ouro | Medalha de prata | Medalha de bronze | Total |
| ----- | -------------- | --------------- | ---------------- | ----------------- | ----- |
| 1     | França         | 2               | 3                | 2                 | 7     |
| 2     | Suíça          | 2               | 0                | 2                 | 4     |
| 3     | Austrália      | 2               | 0                | 1                 | 3     |
| 4     | Reino Unido    | 1               | 1                | 0                 | 2     |
| 5     | Espanha        | 1               | 0                | 1                 | 2     |
| 6     | Itália         | 1               | 0                | 0                 | 1     |
| 6     | Rússia         | 1               | 0                | 0                 | 1     |
| 8     | Estados Unidos | 0               | 1                | 3                 | 4     |
| 9     | Bélgica        | 0               | 1                | 0                 | 1     |
| 9     | Canadá         | 0               | 1                | 0                 | 1     |
| 9     | Noruega        | 0               | 1                | 0                 | 1     |
| 9     | Polónia        | 0               | 1                | 0                 | 1     |
| 9     | África do Sul  | 0               | 1                | 0                 | 1     |
| 14    | Chéquia        | 0               | 0                | 1                 | 1     |
|       | TOTAL          | 10              | 10               | 10                | 30    |